# Бодиско, Теофила фон
Теофила Магда Евгения фон Бодиско (нем. Theophile Magda Eugenie von Bodisco, урождённая фон Вистингаузен, нем. von Wistinghausen; 15 марта 1873, Ревель — 17 июня 1944, Шахен, ныне в составе Линдау) — эстонско-немецкая писательница.
Дочь Карла Александра фон Вистингаузена (1826—1883), медика и государственного деятеля, президента Эстляндской казённой палаты, и его жены Адельгейд, урождённой графини Стенбок (1849—1922). По материнской линии двоюродная сестра писателя Эрика Стенбока. Братья — Райнхольд фон Вистингаузен, композитор и дирижёр, Райнхольд фон Вистингаузен, медик, президент Эстляндского общества врачей, и Вальтер фон Вистингаузен, журналист, мемуарист и переводчик. Замужем с 1896 г. за Эдуардом фон Бодиско (1863—1940), председателем Эстляндского общества торговли и кредита.
Сотрудничала в германоязычной прессе Эстляндии, дебютировав в 1890 году стихотворением, опубликованным под псевдонимом И. фон Плайе (нем. J. von Playe, с 1895 года печаталась частично под псевдонимом Магда Каарсен (нем. Magda Kaarsen). Публиковала очерки и рассказы, в 1901 г. в Альтоне была поставлена её одноактная пьеса «Северное сияние» (нем. Nordlicht). Во второй половине 1910-х — начале 1920-х гг. пользовалась определённой популярностью как романистка благодаря изданным в Берлине романам из жизни балтийских немцев «В доме старых баронов» (нем. Im Hause des alten Freiherrn; 1913) и «Приход Святого Луки» (нем. Das Kirchspiel von St. Lucas; 1915).
С началом революционных событий в 1918 году бежала через Ригу в Германию, на протяжении 1920-х гг. жила частично в Берлине, частично в Таллине. Продолжила прежнюю линию своего сочинительства романом «Из отзвучавшего мира» (нем. Aus einen verklingenden Welt; 1921). Роман «Доротея и её поэт» (нем. Dorothee und ihr Dichter; 1924) описывал ревельский период в жизни Августа фон Коцебу. Консервативные по эстетике и патриархально-сентиментальные по идеологии романы Бодиско были типичны для остзейской дворянской культуры. Помимо романов, опубликовала трактат «Достоевский как религиозное явление» (нем. Dostojewski als religiöse Erscheinung; 1921). После 1927 года окончательно обосновалась в Германии, сотрудничала с газетой Vossische Zeitung. В 1932—1939 гг. жила в Бланкенбурге, последние годы жизни провела на Бодензе.
Книга мемуаров фон Бодиско «Затонувшие миры: Воспоминания одной эстляндской дамы» (нем. Versunkene Welten: Erinnerungen einer estländischen Dame) была составлена и опубликована в 1997 г. её внучатым племянником Хеннингом фон Вистингаузеном.